# Кинич-Кук-Балам II
Кинич-Кук-Балам II (майя kʼinich-kʼuk-bahlam-ma «Сияющий кецальский ягуар»; ? — ?) — правитель Баакульского царства со столицей в Лакам-Ха (Паленке) с 4 марта 764 по 783 год.

## Биография
Кинич-Кук-Балам II является преемником Кинич-Кан-Балама III, воцарившись 4 марта 764 года.
Основные биографические данные:
- Воцарился: 9.16.13.0.7 9 Manikʼ 15 Wo (4 марта 764).

«Панель 96 символов» (созданная им) описывает его восшествие на трон 4 марта 764 года и юбилей в честь 20 лет правления, произошедший 24 ноября 783 года.
Также он упоминается при назначении высокопоставленного лица 9.16.16.15.9, 13 Muluk 2 Kʼayab (20 декабря 767 года).
Кинич-Кук-Балам II перестроил дворец, в нём расширилась южная часть и была добавлена башня.

### Семья
Он является сыном Акуль-Мо-Наба III и Иш-Мен-Ник.

## Внешние ссылки
- «Los gobernantes dinásticos de Palenque» (недоступная ссылка) Архивировано 1 июля 2012 года.

- K'inich K'uk' Bahlam II Архивная копия от 6 августа 2021 на Wayback Machine